# Pedro II da Sicília
Pedro II da Sicília (1305 - 15 de agosto de 1342) foi rei da Sicília até o ano 1342.
Era filho de Frederico II da Sicília e de Leonor de Anjou. Em 1321 seu pai entregou-lhe o trono da Sicília com a intenção de invalidar o Tratado de Caltabelhota que previa o retorno do reino siciliano à Casa de Anjou.
Casou-se com Isabel de Coríntia da qual nasceram três filhos: Luís, Frederico e Leonor, que foi a esposa de Pedro IV de Aragão.
Seu reinado esteve marcado pelas fortes discrepâncias entre o rei e os nobres, como as poderosas famílias dos Ventimiglia, os Palisi, Chiaramonte e de Antioquia. Em alguns destes casos, não se conseguiu suportar a pressão, de modo que o rei viu-se obrigado a conceder-lhes maiores poderes e algumas das propriedades reclamadas.
Pedro II morreu de forma inesperada no mês de julho de 1342 em Calascibetta. Seu herdeiro foi seu filho primogênito, Luís da Sicília, que subiu ao trono com tão somente cinco anos. A tumba de Pedro II encontra-se na Catedral de Palermo.